# 洪茨多夫
洪茨多夫是德国莱茵兰-普法尔茨州的一个市镇。总面积1.40平方公里，总人口468人，其中男性248人，女性220人（2011年12月31日），人口密度334人/平方公里。